# Dasyscolia ciliata
Espèce
Dasyscolia ciliata est une espèce d'hyménoptères de la famille des Scoliidae. Cette guêpe méditerranéenne est réputée pour sa relation particulière avec l'Orchidée Ophrys miroir (Ophrys speculum). En effet, la fleur, mimant les phéromones et la morphologie de la femelle, attire le mâle pour une pseudocopulation à des fins de pollinisation.

## Description

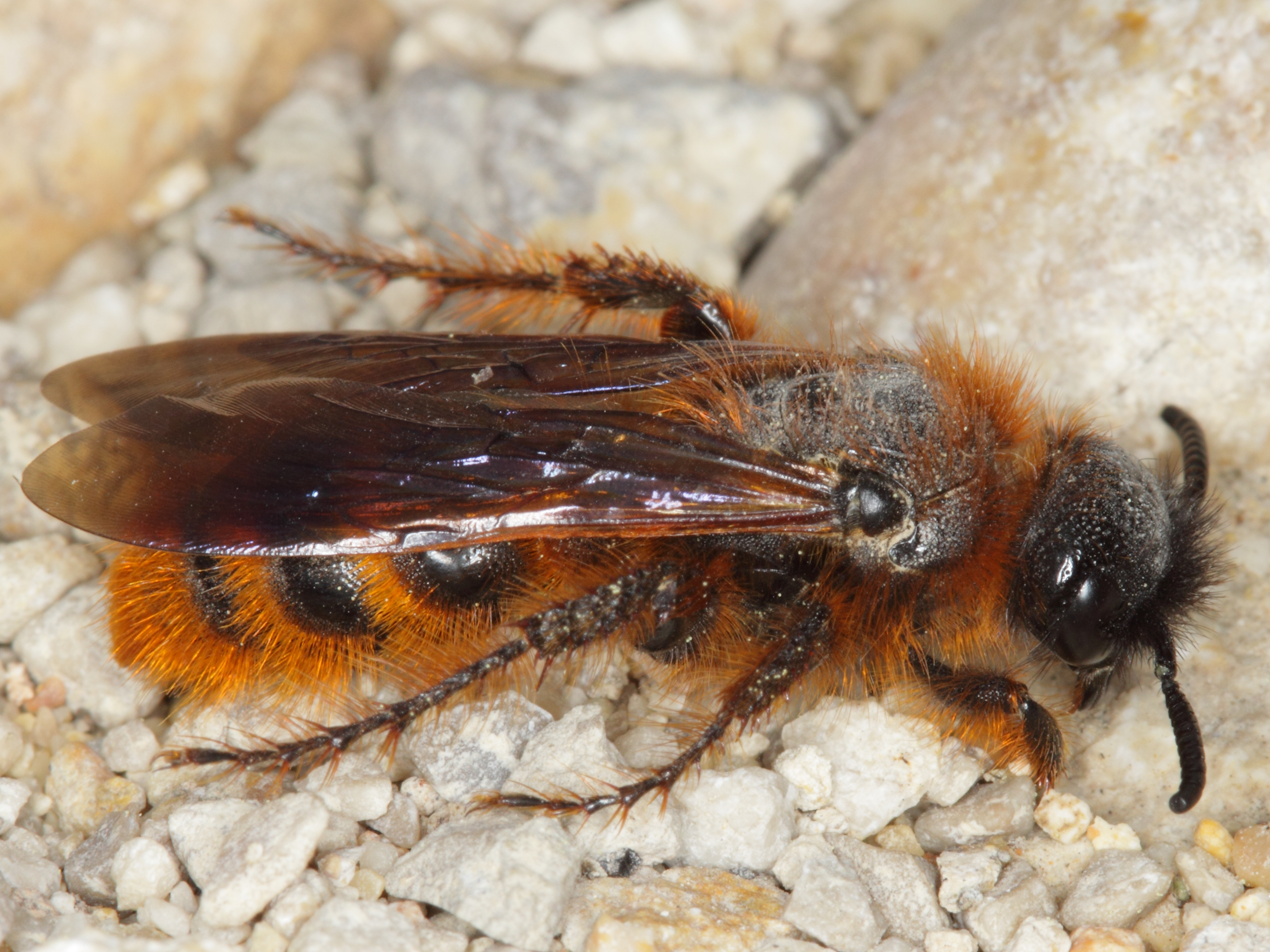
Femelle Dasyscolia ciliata (Parc péri-urbain de Santa Catalina, Jaén, Andalousie, Espagne)

Dasyscolia ciliata mesure de 15 à 18 mm de long. Cette guêpe, plutôt petite pour une Scoliidae, est ornée de poils remarquablement longs, noirs sur la tête, brun doré sur le thorax et l'abdomen et présente des ailes jaune hyalin. La tête ne présente pas de sillon transversal visible (fissura frontalis transversalis) sur le front. Les yeux sont en forme de haricot et les fortes pièces buccales présente un palpe maxillaire à six articulations. Les ailes présentent uniquement deux cellules cubitales.
Le mâle, plus petit et fin que la femelle et ayant une tête plus étroite, s'en différencie essentiellement par la présence trois épines sur le neuvième sternite et d'antennes plus longues composées de treize segments contre des antennes plus courtes à douze segments chez la femelle. Enfin, cette dernière présente des poils blancs sur le thorax.

### Sous-espèces
- Dasyscolia ciliata subsp ciliata (Fabricius, 1787)[2],[1]
  - synonymes :
    - Tiphia ciliata Fabricius, 1787 (basionyme)[1]
    - Scolia aurea Fabricius, 1793[1]
    - Colpa rufa Lepeletier, 1845[1]
    - Elis aurea Saussure, 1804[1]
    - Campsoscolia ciliata Betrem, 1933[1]
- Dasyscolia ciliata subsp araratica (Radoskovsky, 1890)[2],[1]. Cette sous-espèce se distingue par des poils sur le thorax et l'abdomen gris clair à noir (sur les côtés) et des ailes gris clair-hyalin[1].
  - synonyme : Dielis araratica Radoskovsky 1890[1]

## Biologie

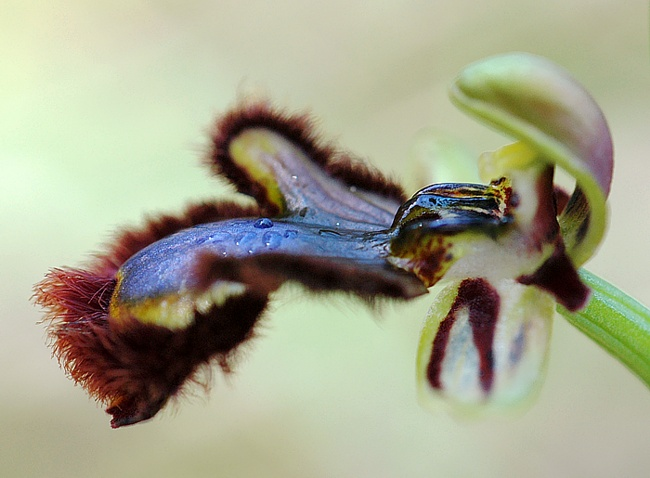
Ophrys miroir, Ophrys speculum (Mallorque, Espagne).

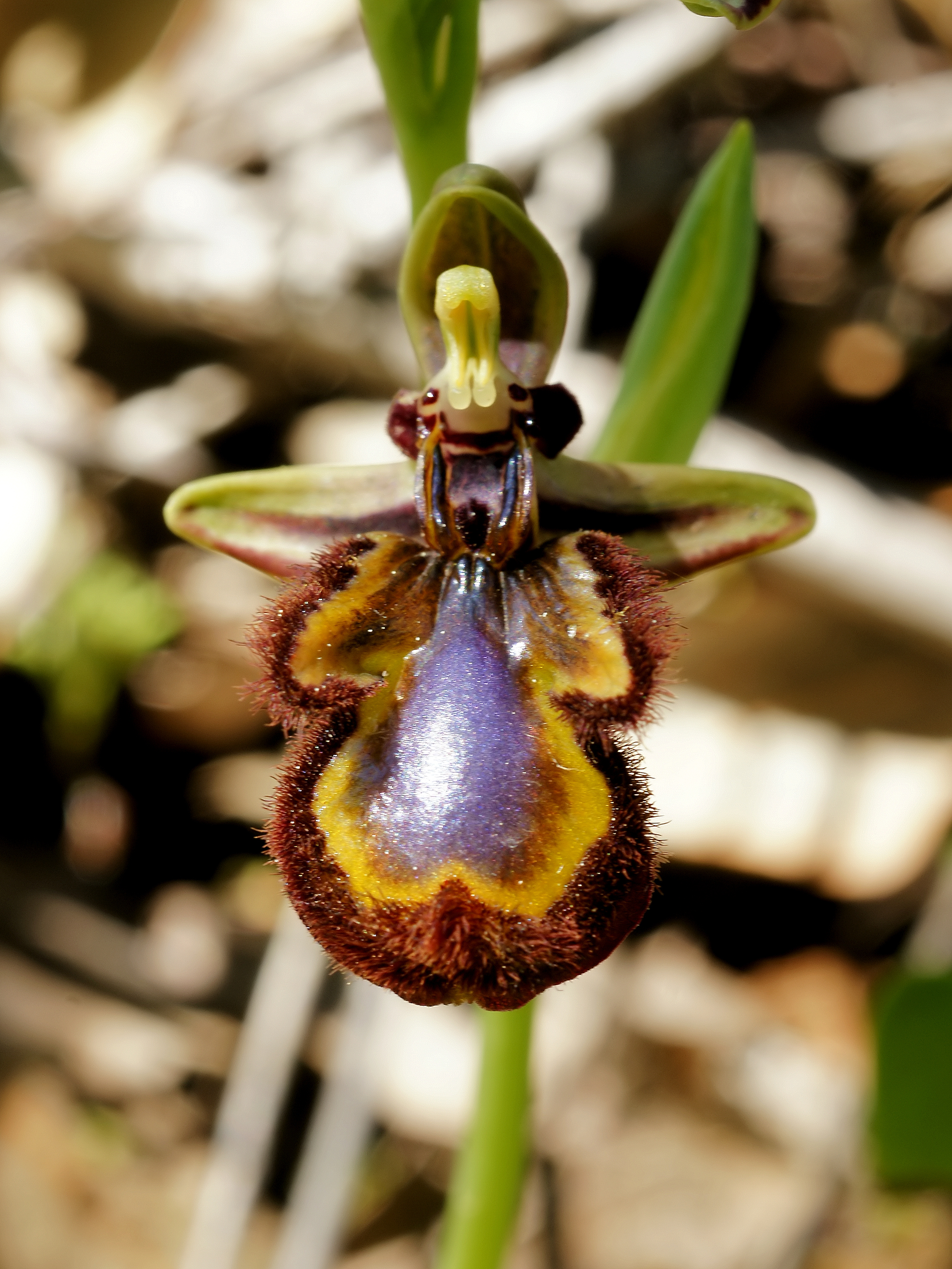
Ophrys miroir (Sardaigne, Italie).

Dasyscolia ciliata est une espèce printanière liée aux zones sèches et sablonneuses à la végétation clairsemée. D'un point de vue général, les larves des Scoliidae se développent dans le sols et sont ectoparasites des larves de Scarabées. Les adultes sont floricoles et portent une préférence nette pour les fleurs de couleurs bleues ou rouge-bleues comme celles des Echinops, des Eryngium, des Thymus ou des Vitex.
La fleur de l'Ophrys miroir (Ophrys speculum) et Dasyscolia ciliata entretiennent une relation très particulière. Au sommet de la fleur des Ophrys, s'est développé un appendice qui ressemble fortement à un organe copulatoire de la femelle et pousse le mâle à entamer une copulation. Ce faisant, des pollinies se collent sur son corps. La supercherie découverte, le mâle s'en va, pour une nouvelle fois être attiré par un complexe d'hormones proche de celles émises par sa femelle et ainsi se faire duper afin que l'Ophrys miroir soit pollinisée.
Ce mimétisme spécifique a été très étudié par le botaniste amateur français d'Algérie du début du XXe siècle, Maurice-Alexandre Pouyanne. La relation, jusqu'alors inédite, qui unie ces deux espèces est à l'origine de la description du phénomène de pseudocopulation ou mimétisme pouyannien.
Maurice-Alexandre Pouyanne livre en 1916 ce témoignage à propos de ses recherches en Algérie , :

« Asseyez-vous, en effet, au soleil, un petit bouquet d’Ophrys speculum à la main, sur un talus au-dessus duquel les mâles de Dasyscolia ciliata exécutent leurs évolutions. Vous ne tardez pas à vous apercevoir qu’ils ont flairé, en quelque sorte, qu’ils ont repéré les fleurs que vous tenez […] Il se pose alors sur le labelle, de manière que sa tête arrive tout près du stigmate, juste sous les pollinies, et que son abdomen plonge, à l’extrémité, dans les poils longs, fauves et épais qui forment comme une couronne barbue au labelle. Le bout de l’abdomen est alors agité, contre ces poils, de mouvements désordonnés, presque convulsifs, et l’insecte tout entier se trémousse ; ses mouvements, son attitude paraissent tout à fait semblables à ceux des insectes qui pratiquent des tentatives de copulation. »

Dasyscolia ciliata subsp araratica pollinise plus spécifiquement Ophrys speculum subsp regis-ferdinandi.

## Répartition
Dasyscolia ciliata subsp ciliata est décrite à partir de spécimens issus du Sud de l'Espagne. Elle se rencontre dans la partie occidentale et centrale du bassin méditerranéen dont le Portugal, l'Espagne et les Iles Baléares, l'Italie (Sicile et Sardaigne, et une mention dans la péninsule (Foggia), Malte, la Grèce (îles de la mère Égée), le Maroc, l'Algérie et l'Egypte,,,. En France, deux mentions sans indication de localité sont faites en 1874 et 1908, et sont considérées comme douteuses. De nombreuses recherches ont été effectuées sur les limites de répartition avec l'Italie et l'Espagne, sans résultats jusqu'en 1991 où un mâle a été collecté dans les Iles Lavezzi en Corse du Sud. Il ne semble pas y avoir d'autres mentions depuis.
Malgré l'absence de Dasyscolia ciliata de la France continentale ou des pourtours de la mer Adriatique, l'Ophrys miroir, bien que rare, y est installée ; ce qui suggère, soit une lente disparition de la plante en l'absence de son pollinisateur, soit une autofécondation ou soit la présence d'un autre pollinisateur sensible à un mimétisme identique. Andrena florentina est à ce propos mentionnée,.
Dasyscolia ciliata subsp araratica, quant à elle, est propre à la partie orientale du bassin méditerranéen dont la Grèce (Rhodes et Dodecanese), la Turquie, l'Iran, l'Irak et Israël.